# Terremotos de Afganistán de 2012

Los terremotos de Afganistán de 2012 fueron una serie de terremotos que sacudieron la ciudad afgana de Nahrīn en la mañana del 11 de junio de 2012, con magnitudes de 5,4 y 5,7 en la escala de Richter.

## Historia
El 11 de junio de 2012, el municipio de Nahrīn fue sacudido por dos terremotos de 5,4 y 5,7 en la escala de Richter, producidos ambos a una profundidad de 15 km. La fuerza desatada por ellos fue suficiente para provocar daños graves, muertos y heridos en Nahrīn y en otras zonas de Afganistán.
Los sismos, al principio, dejaron un saldo de 2 muertos, 28 heridos y 170 desaparecidos, 100 de ellos por un deslave ocasionado por los movimientos telúricos en la provincia de Baglán, derrumbando 22 casas y temiendo que los muertos sean 100 en realidad. Después de lo ocurrido, se confirmó que son 80 las personas que quedaron atrapadas por el deslave. Muchos medios han confirmado que esas 80 personas están muertas mientras que otras fuentes dan datos de 50 personas muertas.
Dos días después de los terremotos, fue dada a conocer que la cifra de muertos había crecido: un total provisional de 71 víctimas fatales. Días después, la cifra subió con un saldo de 75 muertos en total.